# Heraclia medgensis
Heraclia medgensis là một loài bướm đêm trong họ Noctuidae.